# Альфред Шварцманн
Карл Альфред Маркус Шварцманн (нім. Karl Alfred Markus Schwarzmann; 22 березня 1912, Фюрт — 11 березня 2000, Гослар) — німецький гімнаст, триразовий олімпійський чемпіон 1936 року, володар шести олімпійських нагород. Учасник Другої світової війни, майор повітряно-десантних сил вермахту (20 квітня 1945). Кавалер Лицарського хреста Залізного хреста.

## Біографія
Вступив до лав вермахту 1 квітня 1935 року, підписавши контракт на 12 років служби. 1 травня цього ж року обраний до складу гімнастичної збірної Німеччини для участі в Олімпійських іграх 1936 року. Після завершення Ігор працював інструктором у спортивній школі.
У 1939 році перевівся в парашутні війська. 10 травня 1940 року як командир взводу 8-ї роти 1-го парашутного полку висадився в Нідерландах і взяв участь в найжорстокіших боях за узбережжі. Був важко поранений в легеню, виявлений голландськими солдатами в районі міста Дордрехт. Вижив завдяки голландському ковзанярі Симону Хейдену (учасник зимових Олімпійських ігор 1928 року, рекордсмен світу), який впізнав в пораненому офіцері триразового олімпійського чемпіона.
Учасник Критської операції і німецько-радянської війни. 15 березня 1943 року очолив штаб 7-ї повітряної дивізії, пізніше 1-ї парашутної дивізії. В кінці війни опинився в шпиталі через рецидиву отриманого поранення. 9 травня 1945 року взятий в полон британцями, звільнений 29 жовтня 1945 року.
Продовжував тренування і в 1952 році в 40-річному віці виграв срібну олімпійську нагороду на Іграх в Гельсінкі. По завершенні спортивної кар'єри працював викладачем.

## Нагороди
- Пам'ятна Олімпійська медаль
- Почесна грамота за участь в чемпіонаті вермахту в Дюссельдорфі (6-10 липня 1938), підписана генерал-фельдмаршалом Вальтером Браухічем
- Плакета переможця Верховного головнокомандувача вермахту за перемогу в чемпіонаті вермахту в Дюссельдорфі
- Медаль «За вислугу років у Вермахті» 4-го класу (4 роки)
- Знак парашутиста Німеччини
- Залізний хрест
  - 2-го класу (17 травня 1940)
  - 1-го класу (23 травня 1940)
- Лицарський хрест Залізного хреста (29 травня 1940)
- Нагрудний знак «За поранення»
  - в чорному (29 травня 1940)
  - в сріблі
  - в золоті
- Нарукавна стрічка «Крит»
- Почесний щит 11-го авіакорпусу
- Срібний лавровий лист
- Німецький гімнаст століття (1999)

### Олімпійські медалі

#### Берлін 1936
- 3 золоті медалі в категоріях Команда, Багатоборство і опорний стрибок.
- 2 бронзові медалі в категоріях Бруси і Перекладина.

#### Гельсінкі 1952
- Срібна медаль в категорії Перекладина

## Вшанування
- На честь Шварцманна названі вулиця в Фюрті (нім. Schwarzmannstraße) (1936) і спортзал в Госларі (нім. Alfred-Schwarzmann-Sporthalle) (25 серпня 2008).
- Меморіальна табличка у Фюрті (2007).
- Занесення в Зал слави німецького спорту (2008).